# Asura confina
Asura confina là một loài bướm đêm thuộc phân họ Arctiinae, họ Erebidae.